# Ichneumon polyxanthus
Ichneumon polyxanthus là một loài tò vò trong họ Ichneumonidae.